# Sekret (film 2007)
Sekret (fr. Si j'etais toi) – francuski thriller z 2007 roku będący remake japońskiego filmu z 1999 roku pt. Himitsu.

## Fabuła
W wypadku samochodowym ginie żona dr Benjamina Marris'a - Hannah. Ich córka Samanta jadąca z matką wychodzi cało, jednak od czasu katastrofy zachowuje się dziwnie. Okazuje się, że w jej ciele została uwięziona dusza jej matki.

## Obsada
- David Duchovny jako dr Benjamin Marris
- Olivia Thirlby jako Samantha Marris
- Lili Taylor jako Hannah Marris
- Millie Tresierra jako Lindsay Porter
- Brandon Blue jako Chłopak Taylor
- Macha Grenon jako Tara Corbett
- Trisha LaFache jako Taylor
- Laurence Leboeuf jako Amelia

i inni